# Складка облямування рифових вапняків
«Складка облямування рифових вапняків» — геологічна пам'ятка природи місцевого значення в Україні. Пам'ятка природи розташована на території Тернопільського району Тернопільської області, село Тростянець, кв. 63, в. 6 Залозецького лісництва, лісове урочище «Білокриниця», правий схил долини річки Лопушанка.
Площа — 0,10 га, статус отриманий у 2009 році.